# 乌丸王氏
乌丸王氏或称祁县乌丸支是祁县王氏的一个房支，以北魏官员王冏为始祖，是其子王神念的后代。唐朝时，自称为“祁县王氏之第二房”。“乌丸王氏”一名出《新唐书》。近代以来后，族源出现争议，或认为出于乌桓（乌丸），或认为确为祁县王氏。

## 族源争议
乌丸人在曹魏时有使用汉姓的例子，如王姓、张姓、刘姓。现代研究者滕昭宗总结的乌丸姓氏有六个：莫那娄氏、渴烛浑氏、叱罗氏、薄奚氏、库傉官氏以及乌丸。根据《魏书·官氏志》记载，诸多胡姓皆改为单字汉姓，其中，乌丸氏改为桓氏。滕昭宗还指出，《魏书》所记北魏始光四年（427年）的两位执金吾——桓贷、莫云按当时官制应为一人。滕昭宗认为莫云家族本是莫那娄氏，因为是乌丸人，称乌丸氏，故改为桓氏。并推论当时个人或家族归顺拓跋氏，因是乌丸人，统称为乌丸（乌丸氏）。乌丸部落完整归顺的，则以原部落名为姓氏。对于《魏书·官氏志》，没有记载北朝时，常见的王姓乌丸人的问题，滕昭宗认为不是《魏书》“脱漏，而是王氏已纳入乌丸氏中”，亦指相关史料记载的，乌丸轨、乌丸远、乌丸尼等官员，则是“北朝后期由王氏回归为乌丸氏”。姚薇元则认为“桓、王音近，疑志文原作王”。
《旧唐书》记王珪曾祖王神念“在魏为乌丸氏”、“自魏奔梁，复姓王氏”。赵明诚所撰《金石录》中收录的王神念六子、王僧辩弟弟王僧修的墓志，则称王氏为本姓，王僧修归顺北周后，方才赐姓乌丸氏。《金石录》作者认为在墓志与《元和姓纂》及其它史料冲突的情况下，应以墓志为准。
1936年，姚薇元完成毕业论文《北朝胡姓考》，1950年代之后成书出版。书中，姚薇元称乌丸王氏为代郡王氏，实为冒姓太原（祁县）王氏的乌桓人。和庆峰论文中，对姚薇文是否知晓王僧修墓志提出质疑。

## 备注
1. ↑  王僧辩之子王颙的八世孙女、两位堂姐妹的墓志中，一位（王建侯女，杨某妻）称“太夫人姓王氏，太原祁之第二房。”另一位（王从长女，刘某妻）称“夫人乃祁之第二房”[參⁠ 1]。
2. ↑   註: